# امیلی زورر
امیلی زورر (انگلیسی: Emily Zurrer؛ زادهٔ ۱۲ ژوئیهٔ ۱۹۸۷) بازیکن فوتبال زن اهل کانادا است.
از باشگاه‌هایی که در آن بازی کرده‌است می‌توان به باشگاه فوتبال اس‌جی‌اس اسن، باشگاه فوتبال ونکوور وایتکپس، و باشگاه فوتبال رین اشاره کرد.